# Melkereikopf
Der Melkereikopf ist ein 1024,1 m ü. NHN hoher, plateauartiger Nebengipfel des Vogelskopfs im Nordschwarzwald.

## Lage
Der Vogelskopf und mit ihm der Melkereikopf gehören zum Nordschwarzwälder Hauptkamm, der in der Hornisgrinde eine Höhe von 1164 m ü. NHN erreicht. Beide sind dem Kamm zur Oberrheinebene hin geringfügig vorgelagert. Der Melkereikopf liegt im Ortenaukreis und gehört zu den Gemeindegebieten von Ottenhöfen (Westteil) und der Stadt Oppenau (Ostteil). Er liegt im Nationalpark Schwarzwald.

## Landschaftliche Charakteristik
Der Melkereikopf hat die Form eines Tafelberges mit einem sanft gewölbten Plateau, das unvermittelt in steile Abhänge übergeht. Die in vielen Karten verzeichnete Höhe von 1016 Metern bezieht sich nicht auf den höchsten Punkt, sondern auf den Endpunkt eines ehemaligen Stichwegs auf das Gipfelplateau südwestlich davon. In dem von Klippen wie dem hohen Falkenschrofen durchsetzten Westabfall zum Gottschlägtal hin liegen die steilen Quellnischen des durch die Wasserfälle am Edelfrauengrab bekannten Göttschlägbachs, eines Nebenbaches der Acher. Der Wendelinsrank genannte Osthang senkt sich zum (nach Stechpalmen-Beständen benannten) Palmenloch, dem von Blockhalden gerahmten Quelltobel des Grindenbachs und damit des Oberlaufs des nach Süden fließenden, durch die Allerheiligen-Wasserfälle bekannten Lierbachs.
Der Melkereikopf ist auf seinem Gipfelplateau gekennzeichnet durch eine Grinde, eine nasse bis anmoorige Zwergstrauchheide mit Legföhrenbeständen, die aus einer Weidefläche hervorgegangen ist. Der Melkereikopf hat seinen Namen von einer früheren Weidewirtschaft des nahen Klosters Allerheiligen. Das Vieh blieb den Sommer über auf dieser Alm und wurde dort auch gemolken. Die Bergflanken sind, abgesehen vom Traubeneichen- und Buchenwald im Gottschlägtal, überwiegend mit Fichten bestockt.
Der Gesteinsaufbau des Melkereikopfes ist durch eine für den gesamten Naturraum des Grindenschwarzwalds typische Zweistöckigkeit gekennzeichnet. Der Grundgebirgs-Sockel des Berges besteht aus Seebach-Granit. Das darüberliegende, Plateaus bildende Deckgebirge besteht aus fast horizontalen Schichten des Buntsandsteins.

## Erschließung und Tourismus
Deutlich unterhalb des Gipfelplateaus, auf der Höhe abzweigender Nebenkämme, wird der Melkereikopf zusammen mit dem Vogelskopf von der am Ruhestein von der Schwarzwaldhochstraße abzweigenden Kreisstraße 5370 (Allerheiligenstraße) im Westen tangiert. Ein Zugangsweg zum Westweg, der 1000m-Weg, führt knapp unterhalb der Hochfläche am Melkereikopf entlang, ebenso eine Loipe, die vom Ruhestein ausgeht.

## Naturschutz
Vor der Einrichtung des Nationalparks Schwarzwald im Jahr 2014 gehörte die Gipfelregion zum Naturschutzgebiet Schliffkopf, das zum größten Teil im Nationalpark aufgegangen ist. Im Westen des Gipfels sind zwei kleinere Teilflächen aus eigentumsrechtlichen Gründen beim Naturschutzgebiet verblieben. Westlich des Gipfelplateaus schließt sich das Naturschutzgebiet Gottschlägtal-Karlsruher Grat an. Der Melkereikopf ist Teil des FFH-Gebiets Wilder See-Hornisgrinde und Oberes Murgtal sowie des Vogelschutzgebietes Nordschwarzwald.